# Uroplectes malawicus
Espèce
Uroplectes malawicus est une espèce de scorpions de la famille des Buthidae.

## Distribution
Cette espèce est endémique du Malawi. Elle se rencontre vers Mangochi.

## Description
Le mâle holotype mesure 23,3 mm, les mâles mesurent de 22,5 à 28,8 mm et les femelles de 25,0 à 28,2 mm.

## Étymologie
Son nom d'espèce lui a été donné en référence au lieu de sa découverte, le lac Malawi.

## Publication originale
- Prendini, 2015 : « Three new Uroplectes (Scorpiones: Buthidae) with punctate metasomal segments from tropical central Africa. » American Museum Novitates, no 3840, p. 1-32 (texte intégral).